# Tel Qasab
Tel Qasab (auch Tel Kassab, arabisch تل قصب, DMG Tall Qaṣab, auch Baath) ist ein jesidisches Dorf im Norden des Iraks. Das Dorf liegt im Distrikt Sindschar südlich des Dschabal Sindschar im Gouvernement Ninawa. Der Ort gehört zu den umstrittenen Gebieten des Nordiraks.

## Geschichte
Tel Qasab ist ein sogenanntes „Modelldorf“ (auch muǧammaʿāt genannt) und wurde zwischen 1965 und den 1970er Jahren gegründet. Für die Ansiedlung der Jesiden wurden andere jesidische Dörfer entvölkert. Im Jahr 1965 beschloss die damalige irakische Regierung die jesidischen Dörfer des Dschabal Sindschar zu zerstören und die Bewohner zur Umsiedlung zu zwingen. Die ca. 400 jesidischen Dörfer des Dschabal Sindschar wurden teilweise mit Bulldozern platt gewalzt und die Bewohner vertrieben. Das Baath-Regime bezeichnete diese erzwungenen Umsiedlungsmaßnahmen als Modernisierungsprojekte.
Tel Qasab gehört wie die gesamte Region Sindschar und die gesamte Provinz Ninawa seit dem Sturz Saddam Husseins 2003 zu den umstrittenen Gebieten des Nordiraks. Das Dorf wurde bis August 2014 von kurdischen Peschmerga kontrolliert.
Im August 2014 wurde das Dorf vom Islamischen Staat überfallen und unter seine Kontrolle gebracht. Der IS wurde im Mai 2017 aus dem Dorf vertrieben und der Ort gilt als befreit und zurückerobert. Trotzdem sind nur wenige Bewohner in das Dorf zurückgekehrt.

## Bevölkerung
Zu der Bevölkerung Tel Qasab’s zählen ausschließlich Jesiden. Diese wurden aufgrund des Völkermords an den Jesiden 2014 durch den IS verschleppt, ermordet oder vertrieben. Viele Bewohner des Dorfes leben derzeit in Flüchtlingslagern in der Autonomen Region Kurdistan.